# Pseudodatames bicornutus
Pseudodatames bicornutus är en insektsart som beskrevs av Oliver Zompro 2004. Pseudodatames bicornutus ingår i släktet Pseudodatames och familjen Bacillidae. Inga underarter finns listade i Catalogue of Life.